# La Côte-en-Couzan
La Côte-en-Couzan korábbi község (település) Franciaországban, Loire megyében. 2025. január 1-jén Saint-Didier-sur-Rochefort községgel egyesült és La Côte - Saint-Didier új község része lett.
Lakosainak száma 62 fő (2022. január 1.). La Côte-en-Couzan La Valla-sur-Rochefort, Saint-Didier-sur-Rochefort, Saint-Jean-la-Vêtre és Chalmazel-Jeansagnière községekkel határos.

## Népesség
A település népességének változása:
| Lakosok száma | 108  | 74   | 81   | 71   | 73   | 71   | 68   | 65   | 64   | 62   |
|               | 1968 | 1982 | 1990 | 2006 | 2013 | 2015 | 2017 | 2019 | 2020 | 2022 |